# فريثغوف اولسن
فريثغوف اولسن (بالنرويجية البوكمول: Frithjof Olsen)‏ هو لاعب جمباز فني نرويجي، ولد في 30 نوفمبر 1882 في درامن في النرويج، وتوفي في 22 فبراير 1922 في كريستيانية في النرويج.

## وصلات خارجية
- فريثغوف اولسن على موقع اللجنة الأولمبية الدولية (الإنجليزية)
- فريثغوف اولسن على موقع أوليمبيديا (الإنجليزية)